# Jade Marcela

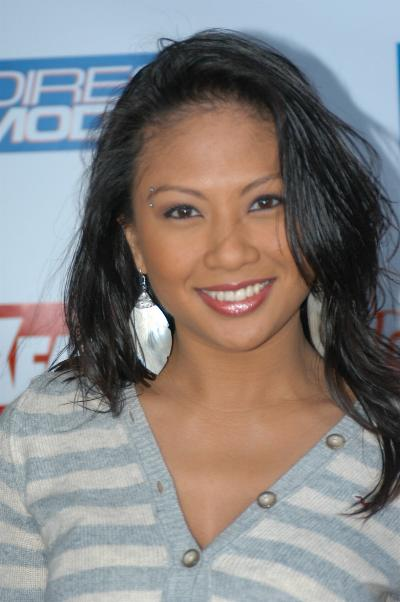
Jade Marcela (2007)

Jade Marcela (* 22. Juni 1980 auf Hawaii als Claudia Marcelia) ist eine ehemalige US-amerikanische Pornodarstellerin und Pornofilmregisseurin. Weitere Pseudonyme sind Marcela Jade, Jade, Kristi, Jade Marcella oder Jade Marcellas. Ihre Schwester Nyomi Marcela war ebenfalls Pornodarstellerin.

## Karriere
Die aus einer indonesischen Einwandererfamilie stammende Jade Marcela begann im Jahre 1999 ihre Karriere als Pornodarstellerin. Sie hat in über 290 Pornofilmen mitgewirkt und in sechs Filmen selbst Regie geführt. Ihre wohl bekannteste Rolle spielte sie in Snoop Dogg’s Doggystyle (2000), einem Video des Rappers Snoop Dogg, produziert von Larry Flynt, bei dem Snoop Dogg selbst unter dem Pseudonym ‚Michael J. Corleone‘ Regie führte.
Nach Angaben ihrer Schwester Nyomi arbeitete Marcela als Regisseurin und lebt jetzt als verheiratete Hausfrau.

## Filmografie (Auswahl)
- 1999: American Bukkake 4
- 2001: Anal Addicts 6
- 2001: Ass Worship
- 2002: Asian Extreme
- 2003: Pacific Rim University
- 2004: Spin the Booty
- 2005: 2 Fast for Love
- 2006: Jade Marcela’s Asian Letters